# Haut désert de l'Oregon
Le Haut désert de l'Oregon est un désert situé dans l'Oregon aux États-Unis.

## Géographie
Le Haut désert de l'Oregon couvre les parties centrale et orientale de l'État de l'Oregon, notamment dans le comté de Malheur et le comté de Harney.
La partie méridionale de ce haut désert constitue la partie septentrionale du Grand Bassin connu pour être un désert aride et montagneux.
La zone la moins aride est située sur le plateau de la Columbia, plateau qui forme un trapp, à la roche basaltique et aux versants en gradins sur lesquels se développent quelques fermes agricoles.